# Nicolas Joseph Bécourt
Pour les articles homonymes, voir Bécourt (homonymie).
Nicolas Joseph Bécourt, né le 24 juin 1736 à Bapaume (Pas-de-Calais), mort le 3 septembre 1793 à Péronne (Somme), est un général de division de la Révolution française.

## États de service
Il entre en service en novembre 1755, comme volontaire dans le régiment de Conti-infanterie, il devient lieutenant le 8 juillet 1756, et il fait les campagnes en Allemagne de 1757 à 1758.
Il est nommé capitaine 21 avril 1777, et il participe à la guerre en Amérique de 1781 à 1783. Il est fait chevalier de Saint-Louis le 8 novembre 1781.
Le 9 septembre 1792, il passe colonel commandant à Doullens, et il est promu général de brigade le 15 septembre suivant. Commandant la 1re division territoriale à Lille, il prend le commandement de la place de Péronne le 20 avril 1793, et il est élevé au grade de général de division à l’armée du Nord le 30 juillet 1793. Il est admis à la retraite le 29 août 1793.
Il meurt le 3 septembre 1793, à Péronne.

## Sources
- (en) « Generals Who Served in the French Army during the Period 1789 - 1814: Eberle to Exelmans »
- Georges Six, Dictionnaire biographique des généraux & amiraux français de la Révolution et de l'Empire (1792-1814) Paris : Librairie G. Saffroy, 1934, 2 vol.
- (pl) « Napoléon.org.pl »
- Étienne Charavay, Correspondance général de Carnot, tome 2, imprimerie Nationale, 1892, p. 38.
- Docteur Robinet, Jean-François Eugène et J. Le Chapelain, Dictionnaire historique et biographique de la révolution et de l'empire, 1789-1815, volume 2, Librairie Historique de la révolution et de l’empire, 900 p. (lire en ligne), p. 141.
- Revue du Nord volume 9 à 10 page 83